# Warning (EP)
Warning (estilizado en mayúsculas) es el segundo extended play (EP) de la cantante surcoreana Sunmi. Fue lanzado el 4 de septiembre de 2018 a través de Makeus Entertainment. Es su primer material en solitario coreano desde la publicación de Full Moon en febrero de 2014. "Gashina" Fue lanzado Como Sencillo principal.

## Antecedentes y lanzamiento
El 22 de agosto de 2017, Sunmi lanzó su tercer sencillo "Gashina", el cual se convirtió en su primera obra tras la disolución de Wonder Girls y la expiración de su contrato con JYP Entertainment. La canción fue un éxito comercial  y coronó el Chart Digital de Gaon, vendiendo más de 1,100,000 descargas digitales en diciembre de 2017. Su cuarto single "Heroine" se publicó el 18 de enero de 2018 y llegó al número 2 en el Chart Digital de Gaon. Fue producido por The Black Label, marcando su segunda colaboración con la empresa perteneciente a YG después de "Gashina".
El 11 de julio,  Fue anunciado que Sunmi había empezado oficialmente a trabajar en su nuevo álbum. En respuesta a los informes, su agencia MAKEUS Entertainment que se estaba preparando para regresar en septiembre. El 20 de agosto, la agencia de Sunmi reveló el primer teaser para su nuevo álbum Warning en Twitter acompañado de la fecha de salida establecida para el 4 de septiembre. El 26 de agosto, la lista de canciones de Warning fue revelada a través del perfil de redes sociales de Make Us Entertainment. "Siren" fue lanzada el 4 de septiembre acompañada del EP y del vídeo musical. Coronó el Chart Digital de Gaon, convirtiéndose en el segundo número uno de Sunmi en el chart. Para promocionar el EP, Sunmi se embarcará en su primer tour mundial que visita ciudades en América del Norte.

## Lista de canciones
| N.º   | Título                     | Escritor(es)               | Compositor(es)      | Duración |  |
| 1.    | «Addict»                   | Sunmi                      | Sunmi, Frants       | 1:52     |  |
| 2.    | «Siren (사이렌)»           | Sunmi                      | Sunmi, Frants       | 3:19     |  |
| 3.    | «Curve (곡선)»             | Sunmi                      | Kriz, TOMOKA IDA    | 3:37     |  |
| 4.    | «Black Pearl»              | Sunmi                      | Sunmi, Frants       | 3:19     |  |
| 5.    | «Gashina (가시나)»         | Teddy, Sunmi, Joe Rhee, 24 | Teddy, 24, Joe Rhee | 3:00     |  |
| 6.    | «Heroine (주인공)»         | Teddy, Sunmi               | Teddy, 24           | 3:15     |  |
| 7.    | «Secret Tape (비밀테이프)» | Sunmi                      | Sunmi, Frants       | 1:32     |  |
| 19:59 |                            |                            |                     |          |  |

## Posicionamiento
| Listas (2018)                   | Posición más alta |
| ------------------------------- | ----------------- |
| Álbumes de Corea del Sur (Gaon) | 9                 |

| Gráfico              | Ventas |
| -------------------- | ------ |
| Corea del Sur (Gaon) | 8455   |